# Telšiai apskritis
Telšiai apskritis (litauisk: Telšių apskritis) var et af 10 apskritys i Litauen. Telšiai apskritis havde et indbyggertal på 171.126(2010), og et areal på 4.350 km². Telšiai apskritis havde hovedsæde i byen Telšiai, der også var den største by.
Apskritys som administrative enheder blev nedlagt ved en reform 1. juli 2010, siden da har Telšiai apskritis været en territorial og statistisk enhed.